# GuarantCo
GuarantCo es parte del Grupo de Desarrollo de Infraestructura Privada (PIDG).

## Historia
Las calificaciones crediticias de GuarantCo han sido constantemente altas, es decir, Fitch AA-, Moody's A1, Bloomfield AAA, PACRA AAA.
GuarantCo está financiado por los gobiernos del Reino Unido, Suiza, Australia y Suecia a través de PIDG Trust, los Países Bajos a través de FMO y PIDG Trust, Francia a través de una instalación de reserva y Canadá a través de una instalación reembolsable proporcionada por Global Affairs Canada.
GuarantCo es parte del Grupo de Desarrollo de Infraestructura Privada (PIDG) y tiene oficinas en Londres, Nairobi (2015) y Singapur (2017)
GuarantCo utiliza financiamiento combinado para respaldar la inversión privada en la escala requerida para cumplir con los Objetivos de Desarrollo Sostenible y desarrollar la capacidad en los mercados de capital locales en África y Asia.
En 2017, la Autoridad de Inversión Soberana de Nigeria (NSIA) y GuarantCo cofundaron una empresa de garantía de crédito InfraCredit Nigeria para desarrollar infraestructura en Nigeria.
En 2019, GuarantCo proporcionó una garantía de crédito de 2500 millones (KSh) para financiar la construcción de viviendas para 5000 estudiantes en Nairobi. Este fue el primer bono verde en Kenia, calificado B1 por Moody's (más alto que la calificación de bonos soberanos), que cotiza en la Bolsa de Valores de Nairobi y la Bolsa de Valores de Londres.
En 2021, GuarantCo proporcionó a InfraZamin Pakistán una línea de capital contingente de PKR 8250 millones (USD 50 millones) para invertir en proyectos de infraestructura de energía renovable, atención médica, transporte y comunicaciones digitales.
En 2021, GuarantCo proporcionó a PRAN Agro, un procesador agrícola líder en Bangladés, una garantía de crédito del 100 % por BDT 2100 millones (USD 25 millones).
En 2022, GuarantCo proporcionó a Axis Bank, el tercer banco más grande de India, una garantía equivalente a USD 200 millones INR para acelerar el ecosistema de movilidad eléctrica en India.